# Диверзанти (филм)
Диверзанти је југословенски филм из 1967. године. Режирао га је Хајрудин Крвавац, а сценарио су писали Хајрудин Крвавац и Властимир Радовановић.